# Европско првенство у атлетици у дворани 1983 — бацање кугле за жене
Такмичење у бацању кугле у женској конкуренцији на 14. Европском првенству у атлетици у дворани 1983. одржано је 6. марта у Будимпешти, Мађарска.
Титулу освојену у Милану 1982. није бранила Вержинија Веселинова из Бугарске.

## Земље учеснице
Учествовало је 7 бацачица кугле из 6 земља.
1. Уједињено Краљевство (1))
2. Источна Немачка (1)
3. Румунија (1)
4. Совјетски Савез (1)
5. Француска (1)
6. Чехословачка (2)

## Рекорди
Извор:
| Рекорди пре почетка Европског првенства у дворани 1983.     | Рекорди пре почетка Европског првенства у дворани 1983. | Рекорди пре почетка Европског првенства у дворани 1983. | Рекорди пре почетка Европског првенства у дворани 1983. | Рекорди пре почетка Европског првенства у дворани 1983. | Рекорди пре почетка Европског првенства у дворани 1983. |
| ----------------------------------------------------------- | ------------------------------------------------------- | ------------------------------------------------------- | ------------------------------------------------------- | ------------------------------------------------------- | ------------------------------------------------------- |
| Светски рекорд                                              | Хелена Фибингерова                                      | Чехословачка                                            | 22,50                                                   | Јаблонец, Чехословачка                                  | 19. фебруар 1977.                                       |
| Европски рекорд                                             | Хелена Фибингерова                                      | Чехословачка                                            | 22,50                                                   | Јаблонец, Чехословачка                                  | 19. фебруар 1977.                                       |
| Рекорди европских првенстава                                | Хелена Фибингерова                                      | Чехословачка                                            | 21,46                                                   | Сан Себастијан, Шпанија                                 | 13. март 1977.                                          |
| Рекорди после завршеног Европског првенства у дворани 1983. |                                                         |                                                         |                                                         |                                                         |                                                         |
| Нових рекорда није било.                                    |                                                         |                                                         |                                                         |                                                         |                                                         |

## Освајачи медаља
|                                 | 15п                            |                             |
| Хелена Фибингерова Чехословачка | Хелма Кноршајт Источна Немачка | Здењка Шилхава Чехословачка |

## Резултати

### Финале
Извор:
| Пласман | Атлетичарка        | Земља                | Резултат | Белешка |
| ------- | ------------------ | -------------------- | -------- | ------- |
|         | Хелена Фибингерова | Чехословачка         | 20,61    |         |
|         | Хелма Кноршајт     | Источна Немачка      | 20,35    |         |
|         | Здењка Шилхава     | Чехословачка         | 19,56    |         |
| 4.      | Михаела Логин      | Румунија             | 19,33    |         |
| 5.      | Нуну Абашидзе      | Совјетски Савез      | 19,27    |         |
| 6.      | Вениса Хед         | Уједињено Краљевство | 17,89    |         |
| 7.      | Симон Креантор     | Француска            | 16,29    |         |

## Укупни биланс медаља у бацању кугле за жене после 14. Европског првенства у дворани 1970—1983.
|    | Земља                |    |    |    |    |
| -- | -------------------- | -- | -- | -- | -- |
| 1. | Чехословачка         | 6  | 3  | 1  | 10 |
| 2. | Источна Немачка      | 3  | 6  | 5  | 14 |
| 3. | Совјетски Савез      | 3  | 3  | 3  | 9  |
| 4. | Бугарска             | 2  | 0  | 1  | 3  |
| 5. | Западна Немачка      | 0  | 1  | 3  | 4  |
| 6. | Пољска               | 0  | 1  | 0  | 1  |
| 7. | Уједињено Краљевство | 0  | 0  | 1  | 1  |
|    | Укупно {7}           | 14 | 14 | 14 | 42 |

|    | Атлетичарка        | Земља           |   |   |   |   |
| -- | ------------------ | --------------- | - | - | - | - |
| 1. | Хелена Фибингерова | Чехословачка    | 6 | 3 | 0 | 9 |
| 2. | Надежда Чижова     | Совјетски Савез | 3 | 1 | 0 | 4 |
| 3. | Иилона Слупјанек   | Источна Немачка | 2 | 1 | 1 | 4 |
| 4. | Маријане Адам      | Источна Немачка | 1 | 1 | 2 | 4 |
| 5. | Иванка Христова    | Бугарска        | 1 | 0 | 1 | 2 |
| 6. | Антонина Иванова   | Совјетски Савез | 0 | 1 | 2 | 3 |
| 7. | Ева Вилмс          | Западна Немачка | 0 | 1 | 2 | 3 |
| 8. | Хелма Кноршајт     | Источна Немачка | 0 | 1 | 1 | 2 |